# Calante
Calante es un corregimiento del distrito de Kankintú en la comarca Ngäbe-Buglé, República de Panamá. Fue creado por la Ley 33 del 10 de mayo de 2012, segregándose del corregimiento de Kankintú.